# Platges de Pachón i El Sabín
Les Platges de Pachón i El Sabín es troben en el concejo asturià de Gozón i pertanyen a la localitat de Ferrero i tenen una perillositat alta per la força de l'onatge contra les roques malgrat estar protegides pels penya-segats que segueixen fins al Cap de Peñas. Per accedir-hi, si es circula per l'AS 328 cap al Cap de Penyes, s'arriba a un desdoblament al costat de la ria d'Avilés on cal agafar una desviació cap al Cap de Peñas, a la dreta. Per accedir a la primera platja cal fixar-se en què la sortida està darrere d'un telefònic; per arribar a la segona cal recórrer 200 m més cap a l'est, a la rodalia de l'enorme cap.
S'hi pot baixar caminant però no és recomanable. L'«illot Sabin» és accessible a peu en les hores de baixamar, però cal anar amb compte. Per aquesta zona estan les sendes costaneres «PR-AS 25» i «PR-AS 25.1». A la rodalia hi ha un jaciment geològic paleontològic (roques del ordovícico).